# Салангана серамська
Саланга́на серамська (Aerodramus ceramensis) — вид серпокрильцеподібних птахів родини серпокрильцевих (Apodidae). Ендемік Індонезії. Серамські салангани, разом із сулавеськими саланганами, раніше вважалися підвидом молуцької салангани.

## Поширення і екологія
Серамські салангани мешкають на островах Буру, Боано, Серам і Амбон на півдні Молуккських островів. Вони живуть переважно у вологих рівнинних і гірських тропічних лісах, на висоті до 2500 м над рівнем моря. Гніздяться в печерах. Живляться комахами, яких ловлять в польоті.